# Fils (Währungseinheit)

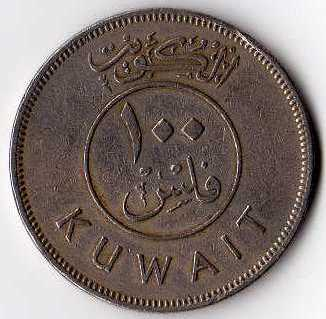
Kuwaitische 100-Fils-Münze

Der Fils (im Deutschen Einzahl und Mehrzahl gleich) ist die Bezeichnung für eine Münze zu mehreren arabischen Währungseinheiten.

## Etymologie
Das Wort „fils“ (arabisch فلس, DMG fils [Singular] und فلوس, DMG fulūs [Plural]) taucht in den Transkriptionen als „fals, fuls, fulus oder falus“ auf. Es stammt aus dem Arabischen für „Münze, Schuppe“ (فلس, DMG fals), geprägt erstmals durch die Umayyaden (661–750). Das Wort ist eine Verfälschung der Bezeichnung für die römische Münze Follis, die Diokletian bereits um 294 im Rahmen einer Währungsreform einführte. Daraus entwickelte sich in Griechenland die altgriechische Bezeichnung Φόλλίς Phollis.
Der „fils“ wurde auch unter Süleyman I. (1520–1566) geprägt, hier kam ebenfalls die Münzbezeichnung Folli, Fulus oder Fuls vor. In Italien wurden noch im 12. Jahrhundert italienisch follares geprägt.
Im modernen Arabisch wird das Wort als „fils“ ausgesprochen und synonym für das Wort „Geld“ oder speziell für die Münze verwendet.

## Denominationen
Es gibt folgende Denominationen:
| Land                         | Währungseinheit                  | Münzeinheit |
| ---------------------------- | -------------------------------- | ----------- |
| Bahrain                      | 1 Bahrain-Dinar (BD)             | 1000 Fils   |
| Irak                         | 1 Irakischer Dinar (ID)          | 1000 Fils   |
| Jemen                        | 1 Jemen-Rial (YRI)               | 100 Fils    |
| Jordanien                    | 1 Jordanischer Dinar (JD)        | 1000 Fils   |
| Kuwait                       | 1 Kuwait-Dinar (KD)              | 1000 Fils   |
| Vereinigte Arabische Emirate | 1 VAE-Dirham (DH, nach ISO: AED) | 100 Fils    |
| Südarabische Föderation      | 1 Südarabischer Dinar            | 1000 Fils   |

## Sonstiges
Der Plural فلوس / fulūs, oft auch Flūs ausgesprochen, gilt in vielen anderen arabischen Ländern, z. B. Syrien, Libanon und Palästina/Israel, und bei Exil-Arabern als Begriff für Kleingeld oder Geld überhaupt.